# Ștefan I Surdul
Ștefan I Surdul (... – 2 febbraio 1595), fu voivoda (principe) di Valacchia nel biennio 1591-1592 e nominalmente voivoda di Moldavia dal novembre del 1594 al febbraio del 1595.

## Biografia
Ștefan Surdul ("il Sordo") era un figlio illegittimo del voivoda (principe) di Moldavia Ioan II Voda. Nel 1590, sposò Ne Cantacuzino, figlia del principe greco e ricco banchiere Andronico Cantacuzino. La Sublime porta gli riconobbe il titolo di voivoda di Valacchia nel maggio del 1591 perché promise ai turchi che avrebbe onorato i debiti del suo predecessore, il deposto Mihnea II Turcitul, ma già nel luglio del 1592 venne rimosso e sostituito da un altro principe moldavo, Alexandru III cel Rău, perché, nonostante l'inasprimento delle tasse, non era riuscito a trovare il denora sufficiente ad onorare i suoi impegni.
Brevemente esiliato a Chio, Ștefan venne richiamato nei Principati danubiani dal Gran Vizir Koca Sinan Pasha che, nel più generale contesto della Lunga Guerra tra gli Asburgo di Rodolfo II d'Asburgo ed i turchi del sultano Murad III, lo nominò voivoda di Moldavia al posto del ribelle Aron Tiranul, alleatosi con il voivoda di Transilvania Zsigmond Báthory e con Michele il Coraggioso di Valacchia. Ufficialmente investito nel novembre del 1594 della signoria valacca, Ștefan si mise a capo di un'armata di 8.000 turchi nel gennaio del 1595 per conquistare il suo trono. L'armata di Ștefan venne intercettata dalle truppe del voivoda valacco Michele mentre tentava l'attraversamento del Danubio gelato il 2 febbraio. Ștefan Surdul venne sconfitto e morì affogato.